# Осман III
Осман III, наричан Аскетичния, e 25-ият султан на Османската империя. Той управлява империята от 13 декември 1754 до смъртта си на 30 октомври 1757 година.

## Произход и управление
Роден е на 2 януари 1699 година. Син е на султан Мустафа II и Шехсувар валиде султан с рождено име Мария, която е рускиня.
След прекарани 51 години на изолация в Кафеза се възкачва на османския престол като най-възрастния представител на османската династия на 13 декември 1754 г., а майка му, на 72 години, получава титлата валиде султан.
Управлението му е кратко и с противоречиви оценки главно по политически причини. Значими събития по време на управлението му са завършването на джамията Нуросмание и завършването на вратата към сградата на великото везирство – Високата порта. По негово време стават два големи пожара в Истанбул – на 27 срещу 28 септември 1755 и на 5 срещу 6 юли 1756 г.
Според недоброжелателите му, предимно французи, Осман е безлична и безхарактерна натура. Освен това е изключително подозрителен, властен и нетърпящ възражения. Сменя шестима велики везири, но за сметка на това последният е изключително попадение за поста – Рагъп паша.
Управлението на Осман е запомнено със забраните да се продава вино на обществени места, да се разхождат сами жени на обществени места, както и с вмененото задължение на поданиците си всеки да носи дрехи според религията си, в т.ч. и най-вече евреите. Според недоброжелателите му имал навика да се дегизира и да излиза три пъти в седмицата по улиците предрешен, като при тези си разходки не бивало да среща нагиздени жени.
Умира на 30 октомври 1757 г. от сърдечен удар.